# Chantoir de Sécheval
 (février 2025).

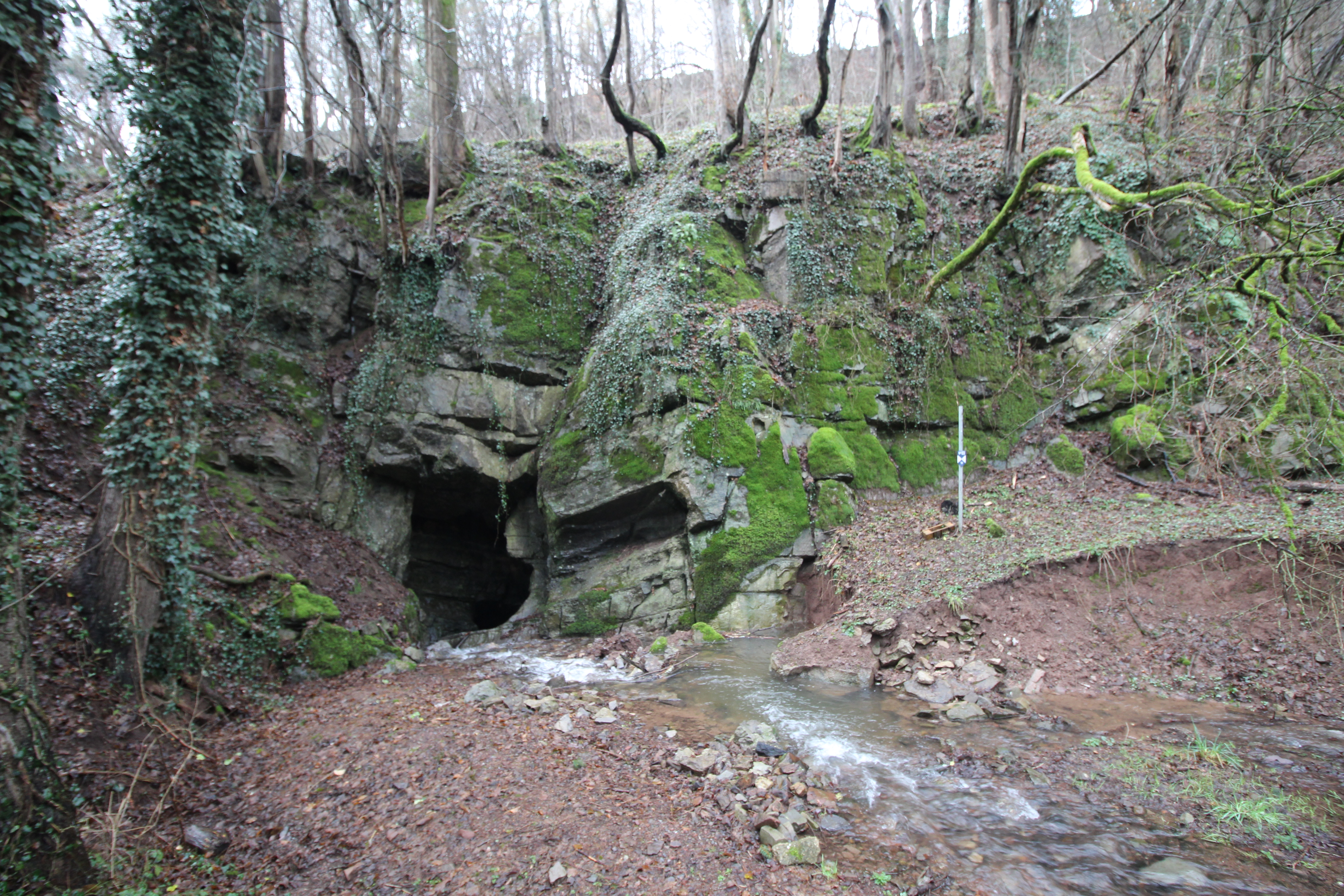
Chantoir de Sécheval

Le Chantoir de Sécheval est un système karstique classé situé en Belgique dans le hameau de Sécheval faisant partie de la commune d'Aywaille en province de Liège.

## Situation
Le chantoir se situe au sud du hameau de Sécheval, à l'ouest et à proximité de la route nationale 666 Louveigné-Remouchamps. Il occupe la zone sud du Vallon des Chantoirs faisant partie de la région calcaire de la Calestienne.

## Description
Le ruisseau des Minires (en wallon : Li ru dès Min.nîres) dont la source se situe au nord de Hautregard coule vers l'ouest à travers bois pendant environ trois kilomètres avant de disparaître sous terre dans le chantoir de Sécheval. 
Une perte est appelée chantoir en Wallonie. L'étude de ce système karstique a montré que les eaux issues des ruisseaux se rejoignent sous terre en un collecteur commun qui résurge dans les grottes de Remouchamps où cette rivière souterraine a été baptisée Rubicon.

## Classement
Patrimoine classé (1986, Grottes de Remouchamps et chantoir de Sécheval, no 62009-CLT-0024-01)
 Patrimoine classé (1938, Chantoir de Sécheval, à Sougné-Remouchamps, no 62009-CLT-0025-01)